# 比放射能
比放射能（ひほうしゃのう、specific radioactivityまたはspecific activity）または質量放射能（しつりょうほうしゃのう）とは、放射性同位体を含む物質の、単位質量あたりの放射能の強さのことである。言い換えれば、単位時間・単位質量あたりに同一の放射性物質が壊変する回数であり、SI単位で表せばBq g−1となる。SI接頭語を用いてkBqやμgなどの誘導単位として表記されることもある。特に同一の放射性物質を単位質量だけ集めた時の放射能の強さのことを言う。放射性崩壊は核種ごとに決まったある一定の確率で起こるため、比放射能は核種ごとに固有な物理量である。
放射性物質で汚染された空気・液体・土壌・食品等も同様の単位あるいは質量ではなく体積あたりの放射能の強さで表されるが、こちらは単に放射能濃度あるいは単位質量あたりの放射能という。これらの量は比放射能と同じ単位で表されるものの、核種ごとに固有な物理量ではない。

## 物理量としての比放射能

崩壊定数が異なる場合の放射壊変のグラフ。崩壊定数が1/25と最も小さいものは、最も減少する速度が遅い。逆に25と最も大きいものは一番早く減少している。その他も崩壊定数が小さいほど遅く、大きいほど早く減少していることがわかる。

次元は、M−1 T−1であり、単位は、Bq/kg、Bq/g、Ci/gなどである。比放射能が大きい放射性物質ほど、多くの放射線を出す能力があると言える。
放射性物質には、それぞれに固有の半減期があり、同重体（陽子と中性子の数の和が等しい）や同じ元素（陽子の数が等しい）の放射性同位体であっても、壊変によって放出される放射線の量が異なる。
半減期が小さいほど、多くの放射線を出すために、比放射能は半減期と反比例の関係にある。なぜならば、半減期の微分方程式より、微小時間dt 内の崩壊確率はλdt で表されるためである<。
この関係を別の方法で表現するならば、まず、半減期は
{\displaystyle T_{1/2}={\frac {\ln(2)}{\lambda }}}
で与えられる。ここでλは崩壊定数である。ln(2)は定数であるから、λが大きくなれば、明らかに半減期は小さくなる。一方でλが小さくなれば、半減期は大きくなることが直ちに分かる。同様に崩壊定数を
{\displaystyle \lambda ={\frac {\ln(2)}{T_{1/2}}}}
のように表せば、半減期が短いほど、崩壊定数が大きくなるという同様の関係が成立することがわかる。

## 比放射能の計算式
原子数がNである放射性核種の放射能は、崩壊定数λを用いて次式で表される。
{\displaystyle -{\frac {dN}{dt}}=\lambda N}
比放射能Aは、単位質量あたりの放射能であり、放射能λNを核種の質量で除すことで求まる。
{\displaystyle A[Bq/g]={\frac {\lambda N}{Nm/N_{A}}}}
{\displaystyle A[Bq/g]={\frac {\lambda N_{A}}{m}}}
ここで、m[g mol−1]は質量数、 NA[個数 mol−1]はアボガドロ定数である。
比放射能Aを半減期T1/2[s]を用いて表すと、
{\displaystyle A[Bq/g]={\frac {\ln 2\times N_{A}}{T_{1/2}\times m}}\approx {\frac {4.17\times 10^{23}}{T_{1/2}[s]\times m}}}
半減期の単位が年の場合は、
{\displaystyle {\frac {4.17\times 10^{23}}{T_{1/2}[year]\times 365\times 24\times 60\times 60\times m}}\approx {\frac {1.32\times 10^{16}}{T_{1/2}[year]\times m}}}
各物理パラメータは各核種ごとに固有の値が与えられ、各核種ごとに比放射能を求めることができる。たとえば、カリウム40の比放射能を求めるとすると、カリウム40の半減期は12.48億年なので、
{\displaystyle {\frac {1.32\times 10^{16}}{1.248\times 10^{9}[year]\times 40}}\approx 2.65\times 10^{5}[Bq/g]}
と算出される。

## 半減期が短い場合の近似的計算法
比放射能の計算方法を述べよう。まず、放射性同位体の質量数の意味は陽子数+中性子数であり、物質量の規則より、
アボガドロ定数/質量数=1グラムあたりの原子数
という公式である放射性物質が1グラムあったとき（半減期が短すぎるなどで一瞬で崩壊するなどは考えない）、その中にある原子数がこの公式で与えられるわけである。1キログラムあったときの原子数が知りたければ、これに1000を掛ければ良い。他の質量であっても同様に換算できる。ここで半減期の微分方程式を思い起こそう。ここで崩壊定数の時間の単位を秒で求めておく。
まず崩壊定数を求めて代入すると、1秒後には N(1)になっているから、N(0) − N(1) = 1秒間に減少した割合、つまり
{\displaystyle \exp(-\lambda \times 0)-\exp(-\lambda \times 1)=1-\exp(-\lambda )}
この式は1秒後の残留割合を表している。初期値の原子数をA (0)と表せば、この割合にA (0)を掛ければ1秒間に壊変した原子数がわかるので、それが1秒間に壊変する原子数、つまりベクレルであることがわかる。ところでA (0)原子数は1グラムあたりで計算してあるので、求めるべき量は
{\displaystyle {\mbox{Bq}}/{\mbox{g}}={\mbox{A}}(0)(1-\exp(-\lambda ))}
である。
ここでは半減期が十分長く、初期の原子数が多過ぎない場合の計算について扱ったが、微分を用いる計算方法も存在する。その場合t =0における微分係数を1次近似としてt =1の時の残留割合として計算するわけである。崩壊定数も参照せよ。いずれにせよ半減期が十分に長く、原子数が多すぎなければどちらの手法で計算しても1秒間での放射能の減衰は無視できるため誤差は少ない。

### 具体例
ここでは具体的に、半減期を8日とする1 gのヨウ素131の比放射能を求めてみよう。まず1グラムあたりの原子数を求めれば
{\displaystyle A(0)={\frac {6.022\times 10^{23}}{131}}\approx 4.597\times 10^{21}}
つまり1グラムのヨウ素131は4.597×1021個の原子（核）でできているわけである。次に崩壊定数を秒で求めれば
{\displaystyle \lambda ={\frac {0.693}{8\times 24\times 60^{2}}}\approx 1\times 10^{-6}}
である。1秒後の残留放射能の割合は初期値の
{\displaystyle N(1)=\exp(-\lambda \times 1)=\exp(-10^{-6})\approx 0.999999}
つまり崩壊したのは
{\displaystyle N(0)-N(1)\approx 1-0.999999=10^{-6}}
これを初期値A (0)にかけると
{\displaystyle A(0)\times 10^{-6}\approx 4.597\times 10^{21}\times 10^{-6}}
{\displaystyle \therefore 4.597\times 10^{21-6}=4.597\times 10^{15}}
{\displaystyle \therefore 4.597\times 10^{15}{\mbox{Bq}}/{\mbox{g}}}
つまり1グラムのヨウ素131あたりの放射能は4.597×1015 Bq/gということである。1kgあたりの比放射能を求めたければ1000を掛ければよく4.597×1018 Bq/kgである。
逆に1ベクレルあたりの原子数を求めたければ4.597×1015で4.597×1021を割ればよく、106の原子数があることになる。

## その他
上記の議論のように、半減期8日のヨウ素131の比放射能は 4.6×1018 Bq/kg であるが、半減期30.1年のセシウム137の比放射能は 3.2×1015 Bq/kg である。同じ質量 (kg) のヨウ素131とセシウム137を比較した場合、ヨウ素131の方が1秒間で約1,000倍多い放射線を出す能力がある。ただし、半減期の短いヨウ素131の方がより短い時間で減少し、セシウム137の方が長い時間の放射線を出し続ける。
比放射能の考え方は、医療分野、考古学分野など、放射線を用いた検査を行うどの分野においても使用される。一般的に、比放射能が高い標識化合物を使用した場合、各種検査の測定感度は向上する。しかし、生物や細胞に対して為害作用が増える、定量が不正確になる、溶液の不均一が生じやすいといった問題点もある。

## 比放射能の一覧
ここではいくつかの核種の比放射能の一覧を掲載する。アボガドロ定数を 6.02 × 1023 とし有効数字は3桁とした。計算式はλN (1gあたり原子数x崩壊定数単位は秒) である。
アボガドロ定数割る質量数で1グラムあたりの原子数が求められるのは定義により明らか。
1ベクレルあたり原子数は崩壊定数の逆数である。
{\displaystyle \because \lambda {N}=N}
とおいて、左辺を1としたときの量であるから、両辺を割ると得る。
また1ベクレルあたりの質量はλNの逆数である。定義により
{\displaystyle \because \lambda {N}=ABq/g}
であり、
{\displaystyle 1g=ABq}
であったから、Aベクレルを1にするには両辺をλNで割ると得られる。
例えば1グラム2ベクレルであれば、1ベクレルは0.5グラムなのは明らか。帰納的に同様の計算を行えば良い。
| 核種名           | 半減期     | Bq/g                                       | 1グラムあたりの原子数(個数) | 1ベクレルあたりの原子数(個数) | 1ベクレルあたりの質量(グラム) |
| ---------------- | ---------- | ------------------------------------------ | --------------------------- | ----------------------------- | ----------------------------- |
| トリチウム       | 12.3年     | 3.59×1014(1グラムあたり359兆ベクレル)      | 2.00×1023                   | 5.57×108(5億5700万個)         | 2.79×10−15                    |
| 炭素14           | 5700年     | 1.66×1011(1グラムあたり1160億ベクレル)     | 4.30×1022                   | 2.59×1011(2590億個)           | 6.02×10−12                    |
| カリウム40       | 1.25×109年 | 2.65×105(1グラムあたり26万5000ベクレル)    | 1.51×1022                   | 1.21×1017(12京1000兆個)       | 8×10−6                        |
| カルシウム45     | 162日      | 6.62×1014(1グラムあたり662兆ベクレル)      | 1.34×1022                   | 2.02×107(2020万個)            | 1.51×10−15                    |
| コバルト60       | 5.27年     | 4.18×1013(1グラムあたり41兆8000億ベクレル) | 1.00×1022                   | 2.39×108(2億3900万個)         | 2.39×10−14                    |
| クリプトン85     | 10.8年     | 1.44×1013(1グラムあたり14兆4000億ベクレル) | 7.08×1021                   | 4.92×108(4億9200万個)         | 6.94×10−14                    |
| ストロンチウム89 | 50.5日     | 1.07×1015(1グラムあたり1070兆ベクレル)     | 6.76×1021                   | 6.32×106(632万個)             | 9.35×10−16                    |
| ストロンチウム90 | 28.9年     | 5.09×1012(1グラムあたり5兆900万ベクレル)   | 6.69×1021                   | 1.31×109(13億1000万個)        | 1.96×10−13                    |
| イットリウム90   | 64時間     | 2.01×1016(1グラムあたり2京100兆ベクレル)   | 6.69×1021                   | 3.33×105(33万3000個)          | 4.98×10−17                    |
| ヨウ素131        | 8.02日     | 4.60×1015(1グラムあたり4600兆ベクレル)     | 4.60×1021                   | 1.00×106(100万個)             | 2.17×10−16                    |
| セシウム134      | 2.06年     | 4.79×1013(1グラムあたり47兆9000億ベクレル) | 4.49×1021                   | 9.37×107(9370万個)            | 2.09×10−14                    |
| セシウム137      | 30.1年     | 3.21×1012(1グラムあたり3兆2100億ベクレル)  | 4.39×1021                   | 1.37×109(13億7000万個)        | 3.12×10−13                    |

ポロニウムおよび超ウラン元素は、ウラン238の比放射能を1としたときに、何倍の比放射能をもっているかも有効数字3桁で記述した。アルファ崩壊を起こす核種のアルファ線のエネルギーはガイガー・ヌッタルの法則に従い、比放射能が大きい(=半減期が短い)ほどアルファ線のエネルギーが高くなる法則がある。
| 核種名            | 半減期     | Bq/g                                      | 1グラムあたりの原子数(個数) | 1ベクレルあたりの原子数(個数) | 1ベクレルあたりの質量(グラム) | ウラン238比の比放射能 |
| ----------------- | ---------- | ----------------------------------------- | --------------------------- | ----------------------------- | ----------------------------- | --------------------- |
| ポロニウム210     | 138日      | 1.67×1014(1グラムあたり167兆ベクレル)     | 2.87×1021                   | 1.72×107(1720万個)            | 6.00×10−15                    | 135億倍               |
| ウラン232         | 68.9年     | 8.28×1011(1グラムあたり8280億ベクレル)    | 2.59×1021                   | 3.14×109(31億4000万個)        | 1.21×10−12                    | 6680万倍              |
| ウラン233         | 1.59×105   | 3.57×108(1グラムあたり3億5700万ベクレル)  | 2.58×1021                   | 7.24×1012(7兆2400億個)        | 2.80×10−9                     | 2万8800倍             |
| ウラン234         | 2.46×105   | 2.30×108(1グラムあたり2億3000万ベクレル)  | 2.57×1021                   | 1.12×1013(10兆2000億個)       | 4.35×10−9                     | 1万8500倍             |
| ウラン235         | 7.04×108年 | 8.00×104(1グラムあたり8万ベクレル)        | 2.56×1021                   | 3.20×1016(3京2000兆個)        | 1.25×10−5                     | 6.45倍                |
| ウラン236         | 2.34×107年 | 2.40×106(1グラムあたり240万ベクレル)      | 2.55×1021                   | 1.06×1015(1060兆個)           | 4.17×10−7                     | 193倍                 |
| ウラン237         | 6.75日     | 3.02×1015(1グラムあたり3020兆ベクレル)    | 2.54×1021                   | 8.42×105(84万2000個)          | 3.31×10−16                    | 2440億倍              |
| ウラン238         | 4.50×109年 | 1.24×104(1グラムあたり1万2400ベクレル)    | 2.53×1021                   | 2.04×1017(20京4000兆個)       | 8.06×10−5                     | 1倍                   |
| ウラン239         | 23.5分     | 1.24×1018(1グラムあたり124京ベクレル)     | 2.52×1021                   | 2030個                        | 8.08×10−19                    | 100兆倍               |
| ネプツニウム237   | 2.14×106年 | 2.61×107(1グラムあたり2610万ベクレル)     | 2.54×1021                   | 9.74×1013(97兆4000億個)       | 3.83×10−8                     | 2100倍                |
| ネプツニウム239   | 2.36日     | 8.56×1015(1グラムあたり8560兆ベクレル)    | 2.52×1021                   | 2.94×105(29万4000個)          | 1.17×10−16                    | 6900億倍              |
| プルトニウム238   | 87.7年     | 6.34×1011(1グラムあたり6340億ベクレル)    | 2.53×1021                   | 3.99×109(39億9000万個)        | 1.58×10−12                    | 5110万倍              |
| プルトニウム239   | 2.41×104年 | 2.30×109(1グラムあたり23億ベクレル)       | 2.52×1021                   | 1.10×1012(1兆1000億個)        | 4.35×10−10                    | 18万5000倍            |
| プルトニウム240   | 6.56×103年 | 8.40×109(1グラムあたり84億ベクレル)       | 2.51×1021                   | 2.99×1011(2990億個)           | 1.19×10−10                    | 67万7000倍            |
| プルトニウム241   | 14.4年     | 3.81×1012(1グラムあたり3兆8100億ベクレル) | 2.50×1021                   | 6.55×108(6億5500万個)         | 2.62×10−13                    | 3億700万倍            |
| プルトニウム242   | 3.75×105年 | 1.46×108(1グラムあたり1億4600万ベクレル)  | 2.49×1021                   | 1.71×1013(17兆1000億個)       | 6.86×10−9                     | 1万1800倍             |
| アメリシウム241   | 432年      | 1.27×1011(1グラムあたり1270億ベクレル)    | 2.50×1021                   | 1.97×1010(197億個)            | 7.87×10−12                    | 1020万倍              |
| アメリシウム242   | 16.0時間   | 2.99×1016(1グラムあたり2京9900兆ベクレル) | 2.49×1021                   | 8.31×104(8万3000個)           | 3.34×10−17                    | 2兆4100億倍           |
| キュリウム242     | 163日      | 1.22×1014(1グラムあたり120兆ベクレル)     | 2.48×1021                   | 2.03×107(2030万個)            | 8.20×10−15                    | 98億4000万倍          |
| キュリウム244     | 18.1年     | 3.00×1012(1グラムあたり3兆ベクレル)       | 2.47×1021                   | 8.24×108(8億2400万個)         | 3.34×10−13                    | 2億4200万倍           |
| バークリウム247   | 1.38×103年 | 3.88×1010(1グラムあたり388億ベクレル)     | 2.44×1021                   | 6.28×1010(628億個)            | 2.58×10−11                    | 313万倍               |
| カリホルニウム252 | 2.65年     | 1.98×1013(19兆8000億ベクレル)             | 2.39×1021                   | 1.21×108(1億2100万個)         | 5.05×10−14                    | 16億倍                |